# Vesioli (Merchanskoye, Krymsk, Krasnodar)
Vesioli (del ruso: Веселый) es un jútor del raión de Krymsk del krai de Krasnodar, en Rusia. Está situado cerca de la orilla derecha del Abín, afluente del Adagum, de la cuenca del Kubán, 9 km al este de Krymsk y 74 km al oeste de Krasnodar. Tenía 397 habitantes en 2010
Pertenece al municipio Merchánskoye.